# Thiếu Sơn
Thiếu Sơn (1908 - 1978) tên thật là Lê Sĩ Quý; là nhà văn, nhà báo, nhà phê bình văn học Việt Nam.

## Tiểu sử
Ông sinh tại Hải Dương trong một gia đình có truyền thống Nho học.
Năm 1927, tốt nghiệp thành chung, ông vào Gia Định làm công chức sở Bưu điện, bắt đầu viết cho Nam Phong tạp chí và sau này còn viết cho nhiều báo khác nữa, như: Tiểu thuyết thứ Bảy, Đại Việt tạp chí, Nam Kỳ tuần báo...
Ông đã cùng Hoài Thanh, Phan Khôi tham gia cuộc tranh luận văn học "Nghệ thuật vị nghệ thuật – Nghệ thuật vị nhân sinh" với Hải Triều vào thập niên 1930.
Sau Cách mạng tháng Tám, ông chuyển sang các đề tài chính trị, tham gia Đảng Xã hội Pháp SFIO.
Năm 1947 đến 1949, Thiếu Sơn làm chủ bút báo Justice (Công lý), tích cực đấu tranh kháng Pháp đến nổi có lần bị bắt giam.
Năm 1949, ông cùng với Vũ Tùng, Dương Tử Giang trốn ra vùng kháng chiến, tham gia Chi hội Văn nghệ Nam Bộ, làm việc ở Đài phát thanh Nam Bộ và là thư ký tòa soạn báo Cứu quốc Nam Bộ.
Năm 1954, sau hiệp định Genève ông trở lại Sài Gòn, rồi cùng với Vũ Tùng, Dương Tử Giang, Lý Văn Sâm, sử dụng các báo Công Lý, Điện Báo, Thần Chung đấu tranh chống chế độ của Tổng thống Ngô Đình Diệm. Vì vậy, ông bị chính quyền bắt giam cho đến năm 1960.
Năm 1968, ông tham gia Liên minh "Dân tộc, Dân chủ, Hòa bình", đến năm 1972 thì bị chính quyền của Tổng thống Nguyễn Văn Thiệu bắt đày ra Côn Đảo.
Năm 1973, ông được tự do tại Lộc Ninh, nhờ thỏa thuận "trao trả tù binh" giữa các bên. Thiếu Sơn trở ra Bắc rồi sang Pháp để vận động Việt kiều ủng hộ cuộc kháng chiến chống Mỹ. Cuối năm 1975, ông trở về nước, đoàn tụ với gia đình.
Tuy đau yếu luôn, nhưng ông vẫn viết bài cho báo Đại đoàn kết và Sài Gòn giải phóng, cho đến khi ông bị tai biến mạch máu não rồi qua đời tại Thành phố Hồ Chí Minh, thọ 70 tuổi.

## Tác phẩm
- Phê bình và cảo luận (1933)
- Câu chuyện văn học (1933)
- Đời sống tinh thần (1933)
- Người bạn gái (1942)
- Giữa hai cuộc cách mạng 1789 và 1947.
- Nghệ thuật và nhân sinh (2000)
- Nợ bút nghiên (hồi ký, viết khi ở Paris, chưa xuất bản)
- Và rất nhiều bài báo có giá trị…

## Nợ bút nghiên
Nhà nghiên cứu văn học Vũ Ngọc Phan phê bình:
Thiếu sơn, tác giả tập "Phê bình và cảo luận" là một nhà phê bình mềm mỏng và thủ cựu. Mềm mỏng vì cái nước đôi của ông không làm mếch lòng ai cả. Thủ cựu vì những cái ông khen đều là những cái quá cũ, không còn thích hợp với thời buổi mới nữa.
Đến phần tiểu thuyết của Thiếu Sơn, ông Phan viết: 
Cặp trai gái mà Thiếu Sơn tả trong Người bạn gái là một cặp trai gái có những bộ óc cổ nhân, già nua hơn cả những nhân vật trong một vài tập văn xuôi của Tương Phố và thua xa những nhân vật trong Tố tâm của Hoàng Ngọc Phách về đủ mọi đường.
Khi viết các bài phê bình cũng như khi viết tiểu thuyết, Thiếu Sơn chăm chúc vào sự gọt giũa câu văn thái quá, cho nên lời át mất cả ý; trong sự phát biểu ý kiến cùng tư tưởng của ông thiếu hẳn sự thành thực…
Nhà thơ Huy Cận khen ngợi:
Phê bình tác phẩm hay phê bình nhân vật đều khó, nhưng phê bình nhân vật còn khó hơn một bậc vì nó đòi hỏi nhà phê bình phải nắm khá sâu cả cuộc đời hoạt động của nhân vật. Có thể nói Thiếu Sơn đã sáng tạo ra loại phê bình này trong văn học hiện đại của nước ta…
Thiếu Sơn đã đứng trên lập trường dân tộc mà bình luận các nhân vật, mà rút tỉa bài học của các nhân vật trong hàng loạt bài báo của anh. Phải công nhận rằng viết những bài " bình công luận tội" ấy dưới chế độ ở Sài Gòn là một sự can đảm… 
Và Từ điển Văn học (bộ mới) nhận xét: 
"Truyện và tiểu thuyết của Thiếu sơn không có gì mới, ông chỉ nổi bật ở lĩnh vực phê bình. Với Phê bình và cảo luận, ông được coi là một trong những người mở đầu cho phê bình văn học bằng chữ quốc ngữ ở Việt Nam. Ngoài ra, ông còn là một trong những người đầu tiên mở đầu cho một loại phê bình mới: phê bình nhân vật.
Mặc dù có những tác động tích cực đến sáng tác và thưởng thức văn học đương thời, nhưng Phê bình và cảo luận vẫn không tránh khỏi những hạn chế. Phương pháp phê bình của ông còn võ đoán, cảm tính, văn phong hãy còn biền ngẫu…"

## Thương nhớ
Nhà báo Phạm Hữu Tùng, bạn Thiếu Sơn, kể:
Cuộc sống chiến khu kham khổ, nhưng không ai nghe Thiếu Sơn kêu ca bao giờ. Hàng ngày, vẫn đòi phần việc lao động sản xuất tự túc, bình đẳng với anh chị em. Hôm nào có ấm chè tàu hay bánh thuốc lá là réo gọi mọi người đến cùng thưởng thức. Đặc biệt, ông rất vui tính và có cả kho chuyện khôi hai…
Con người cũng như văn ông, thật giản dị và trong sáng …
Ngày ấy, anh (Thiếu Sơn) đã nói: Anh em đừng lo, "chúng nó" (chỉ đối phương) không bắt nạt nổi tôi đâu". Nói thật, anh em tin anh, nhưng không khỏi lo cho anh, tuổi đã cao, sức đã yếu…Hôm nay, tất cả đều hân hoan cất mũ chào anh, mừng cho anh đã giữ trọn một lời hứa lớn. Hứa với Tổ quốc. Hứa với mình. Một điều không phải dễ. 
Và mấy đoạn thơ của bè bạn:
Khóc anh Thiếu Sơn
(trích)
…Rả rích mưa đông sầu nặng gối,'
Âm thầm lệ mộng ướt bên tai.
Mừng anh nhẹ bước ngoài tro bụi, 
Tôi vẫn loay hoay với kiếp người.
(Hà Nội, đêm 7 – 8 tháng 1 năm 1978)
Đào Duy Anh bái khóc
 Nhớ Thiếu Sơn
(trích)
Vui sống yêu đời nhớ tính anh
Thích lời, thông cảm cả tâm tình 
Tình yêu nghĩa cả, yêu non nước… 
Anh mất mà Thiếu Sơn vẫn còn 
Văn anh luôn thấm tấm lòng son… 
(TP Hồ Chí Minh, ngày 6 tháng 1 năm 1978)
Ngạc Xuyên (Ca Văn Thỉnh)